# I Rise
«I Rise» es una canción interpretada por la cantante estadounidense Madonna e incluida en su decimocuarto álbum de estudio, Madame X. La compañía Interscope Records la publicó por primera vez el 3 de mayo de 2019 como el primer sencillo promocional del disco y, el 4 de octubre de ese año, fue enviada a las principales radios de Italia como el tercer sencillo oficial, tras «Medellín» y «Crave». El 31 de agosto de ese año, alcanzó el primer puesto en la lista estadounidense Dance Club Songs, de manera que extendió su récord como la artista con la mayor cantidad de números uno en dicha lista, con un total de 48.

## Antecedentes y publicación
En el período previo al lanzamiento completo del álbum, los servicios digitales y de streaming publicaron en total cinco canciones como parte de la promoción: los primeros sencillos oficiales, «Medellín» y «Crave», más los promocionales «I Rise» el 3 de mayo, «Future» (con Quavo) el 17 de ese mes y «Dark Ballet» el 7 de junio. El 4 de octubre de 2019, la canción fue enviada a las principales radios de Italia como el tercer sencillo oficial del disco. Para acompañar el lanzamiento se crearon numerosas remezclas producidas por DJ como Tracy Young, Offer Nissim y DJLW, entre otros.
«I Rise» es descrito como un «himno poderoso y edificante», y trata sobre cómo sobrevivir y levantarse de las adversidades del mundo social y moderno, como una «manera de dar voz a todas las personas marginadas que sienten que no tienen la oportunidad de decir lo que piensan», en palabras de la propia Madonna. Contiene una introducción hablada del discurso de la activista social y defensora del control de armas, Emma González, sobreviviente del tiroteo en la escuela secundaria Stoneman Douglas de Parkland y cofundadora del comité Never Again MSD, durante una entrevista en febrero de 2018.

## Vídeo musical
En junio de 2019, Madonna y Time Studios estrenaron el vídeo musical oficial de «I Rise». Dirigido por Peter Matkiwsky, reúne imágenes de los supervivientes del tiroteo en la escuela secundaria Stoneman Douglas de Parkland, defensores de los derechos LGBTQ, el testimonio de la gimnasta olímpica Aly Raisman sobre el abuso sexual, servicios de emergencia por los desastres naturales y otros movimientos de justicia social.

## Lista de canciones y formatos
| Descarga digital / Streaming |          |          |  |
| N.º                          | Título   | Duración |  |
| 1.                           | «I Rise» | 3:44     |  |

| Picture disc de 7" (Caja recopilatoria de Madame X) |                         |          |  |
| N.º                                                 | Título                  | Duración |  |
| 1.                                                  | «I Rise»                | 3:44     |  |
| 2.                                                  | «I Rise» (instrumental) | 3:44     |  |

| Descarga digital / Streaming (Tracy Young Remixes) |                                                  |          |  |
| N.º                                                | Título                                           | Duración |  |
| 1.                                                 | «I Rise» (Tracy Young's Pride Extended Remix)    | 6:31     |  |
| 2.                                                 | «I Rise» (Tracy Young's Pride Dub)               | 6:31     |  |
| 3.                                                 | «I Rise» (Tracy Young's Pride Intro Radio Remix) | 3:50     |  |

| Descarga digital / Streaming (Remixes) |                                          |          |  |
| N.º                                    | Título                                   | Duración |  |
| 1.                                     | «I Rise» (DJLW Remix)                    | 4:36     |  |
| 2.                                     | «I Rise» (Kue Drops The Funk Remix)      | 5:56     |  |
| 3.                                     | «I Rise» (Offer Nissim Remix)            | 6:56     |  |
| 4.                                     | «I Rise» (Thomas Gold Remix)             | 3:17     |  |
| 5.                                     | «I Rise» (Daybreakers Remix)             | 5:24     |  |
| 6.                                     | «I Rise» (DJ Irene & The Alliance Remix) | 3:49     |  |

| 12" |                                             |          |  |
| N.º | Título                                      | Duración |  |
| 1.  | «I Rise» (Tracy Young Pride Extended Remix) | 6:31     |  |
| 2.  | «I Rise» (Kue Drops the Funk Remix)         | 5:56     |  |
| 3.  | «I Rise» (Daybreakers Remix)                | 5:24     |  |
| 4.  | «I Rise» (Thomas Gold Remix)                | 3:17     |  |
| 5.  | «I Rise» (DJLW Remix)                       | 4:36     |  |
| 6.  | «I Rise» (Offer Nissim Remix)               | 6:56     |  |

## Posicionamiento en listas
| País (Lista 2019)                        | Máxima posición |
| ---------------------------------------- | --------------- |
| Croacia (Airplay Radio Chart)            | 95              |
| Escocia (Scottish Singles Chart)         | 45              |
| Estados Unidos (Dance Club Songs)        | 1               |
| Estados Unidos (Dance/Mix Show Airplay)  | 37              |
| Finlandia (Finland Digital Songs)        | 4               |
| Francia (Top Singles Téléchargés)        | 22              |
| Grecia (Greece Digital Songs)            | 9               |
| Hungría (Single Top 40)                  | 27              |
| Reino Unido (UK Singles Downloads Chart) | 40              |
| Reino Unido (UK Singles Sales Chart)     | 40              |

## Historial de lanzamientos
| Región         | Fecha                   | Formato                    | Versión                        | Discográfica | Ref.         |
| -------------- | ----------------------- | -------------------------- | ------------------------------ | ------------ | ------------ |
| Varios         | 3 de mayo de 2019       | Descarga digital Streaming | Sencillo promocional           | Interscope   | [ 9 ] [ 10 ] |
| Varios         | 14 de junio de 2019     | Picture disc de 7"         | Caja recopilatoria de Madame X | Interscope   | [ 11 ]       |
| Varios         | 19 de julio de 2019     | Descarga digital Streaming | Tracy Young Remixes            | Interscope   | [ 4 ] [ 12 ] |
| Varios         | 16 de agosto de 2019    | Descarga digital Streaming | Remixes                        | Interscope   | [ 5 ]        |
| Italia         | 4 de octubre de 2019    | Contemporary hit radio     | Airplay                        | Universal    | [ 3 ]        |
| Estados Unidos | 29 de noviembre de 2019 | 12"                        | Remixes                        | IGA          | [ 22 ]       |

## Créditos y personal
- Madonna: voz, composición, producción.
- Emma González: voz.
- Jason Evigan: composición, producción.
- Brittany Talia Hazzard: composición.

Créditos adaptados de Tidal.